# Amina Kairbekova
Amina Kairbekova est une joueuse d'échecs kazakhe née le 1er janvier 2006. Maître international féminin en 2022, elle a remporté la médaille d'argent par équipe au Championnat du monde par équipes de 2023 et à l'Olympiade d'échecs de 2024.
Au 1er septembre 2024, elle est la huitième joueuse kazakhe avec un classement Elo de 2 243 points.

## Palmarès
Amina Kairbekova est née en janvier 2006. Elle remporta la médaille d'or au Championnat du monde scolaire des moins de 17 ans en 2023.
Elle participe au championnat du monde d'échecs par équipes en 2023. Elle marque 3 points sur 4 lors de la phase de poule et 4 points sur 7 lors des matchs à élimination directe. L'équipe féminine du Kazakhstan finit première de la poule A, puis bat l'Allemagne en quart de finale, la France en demi-finale puis est battue en finale par la Géorgie.
Elle participe à l'Olympiade d'échecs de 2024 au cinquième échiquier de l'équipe féminine du Kazakhstan et marque 5 points en 6 parties. L'équipe féminine du Kazakhstan finit deuxième de l'olympiade chez les femmes.
Elle remporte le championnat du Kazakhstan féminin en 2024.